# 約翰·詹姆斯·休斯
约翰·詹姆斯·休斯（英語：John James Hughes；1814年—1889年6月17日），威爾斯工程师、商人。烏克蘭東部城市頓涅茨克建城者。该村鎮最初名为尤佐夫卡（英語：Hughesovka），以休斯本人命名（Юз為休斯的俄语譯名），尤佐夫卡于1917年5月正式成为一座城镇，后来于1924年更名为斯大林诺（烏克蘭語：Сталіно），1961年更至現名。